# Рашпор
Рашпор је село у северном делу хрватске Истре. Налази се на територији општине Ланишће и према попису из 2001. године има 17 становника, од којих стално настањеих има само четири.

## Географија
Село се налази поред пута Бузет-Ланишће, између Трстеника и Рачје Васи, на планини Ћићарији. Долина којом води пут од 1,7 km удаљеног Трстеника позната је по лековитом биљу.
Недалеко од села уз пут према Ланишћу налази се 361 m дубоки Рашпорски понор, најдубљи понор у Истри.

## Историја
Рашпор је у прошлости био познат као седиште Рашпорског капетаната. На брду изнад данашњег села се налазила утврда у којој су владали капетани, војни управитељи који су млетачком Истром управљали од 1394. до 1511. године, кад се њихово седиште сели у Бузет.
Тврђава се први пут помиње 1264, иако се поуздано зна да се тамо налазила много раније. Данас се рушевине утврде једва назиру у густишу.
У селу је црква Св. Николе, која се први пут помиње 1385. Темељно је обновљена 1585. године